# Pfarrkirche St. Peter bei Grafenstein

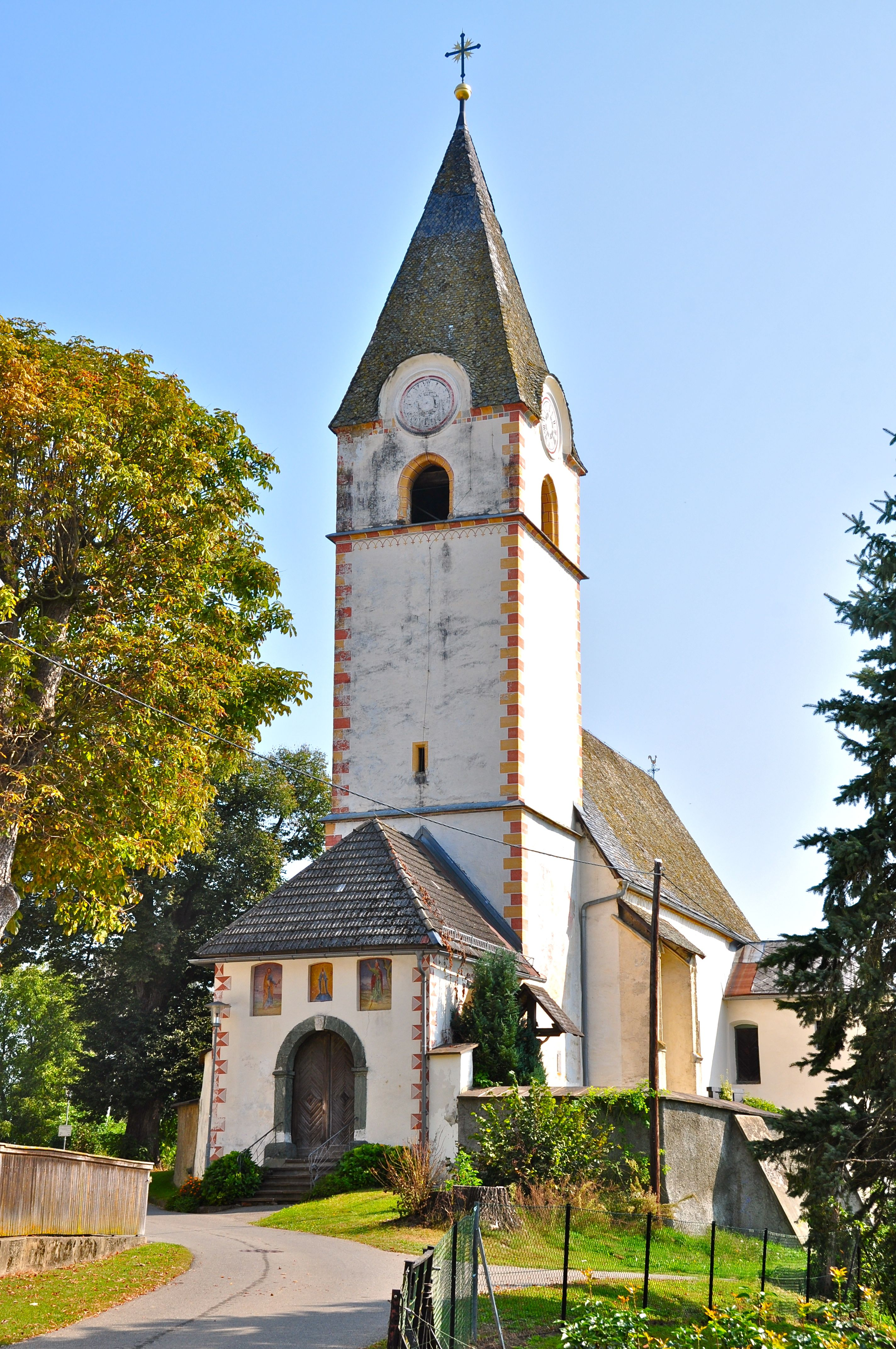
Katholische Pfarrkirche Hll. Petrus und Paulus in St. Peter bei Grafenstein

Die römisch-katholische Pfarrkirche St. Peter bei Grafenstein steht im Osten der Ortschaft St. Peter in der Marktgemeinde Grafenstein im Bezirk Klagenfurt-Land in Kärnten. Die dem Patrozinium der Heiligen Peter und Paul unterstellte Kirche gehört zum Dekanat Tainach/Tinje in der Diözese Gurk-Klagenfurt. Die Kirche steht unter Denkmalschutz (Listeneintrag).

## Geschichte
Urkundlich wurde 1138 und 1269 eine Kirche genannt. Anfang des 17. Jahrhunderts eine Filiale der Pfarrkirche Tainach, 1786 ein Vikariat, wurde 1853 die Pfarre gegründet. 1969 wurde der Innenraum restauriert, 1994 die Orgel und die Kanzel.

## Architektur
Das Kirchenäußere zeigt einen schmalen gotischen Kirchenbau mit einem dreiseitigen Chorschluss und einen Westturm mit rundbogigen Schallfenstern und einem Pyramidenhelm. Das Dach ist mit Steinplattln gedeckt. Südlich steht ein zweigeschoßiger Sakristeianbau und westlich mit der Friedhofsmauer verbunden eine barocke Vorhalle. Das Langhaus und der Chor haben abgestufte Strebepfeiler, die Fenster sind barockisiert, beim Chor sind Reste von Maßwerk erhalten. Das gotische Westportal ist spitzbogig und profiliert.
Die Turmsüdseite zeigt ein monumentales spätgotisches Bild des hl. Christophorus.
Das vierjochiges Langhaus ist innen mit einem Rautensterngewölbe überwölbt, der zweijochige Chor hat ein Netzrippengewölbe auf Runddiensten und Konsolen. Die Schlusssteine im Langhaus sind farbig gefasst. Die gemauerte dreiachsige kreuzrippenunterwölbte Orgelempore steht auf Brüstungspfeilern mit spitzen Scheidbögen. Die Turmhalle hat ein Kreuzrippengewölbe. Der spitzbogige Triumphbogen ist abgeschrägt. Nordseitig im Chor gibt es ein gotisches Sakramentshäuschen mit Kielbogen, Kreuzblume, Fialen und Krabben.
Die Kirche ist von einer Friedhofsmauer umgeben.

### Innenraum
An den Chorwänden wurde 1969 eine Freskenfolge um 1500 freigelegt. Dargestellt sind Szenen aus der Geschichte des Apostels Petrus, vielleicht ein Werk von Peter von Völkermarkt: nördlich oben der hl. Paulus wird nach der Erblindung durch Ananias geheilt und getauft, nördlich unten Quo vadis, südlich oben die Berufung Petri, Schlüsselübergabe und Zinsgroschen, südlich unten Petrus vor den Toren Roms mit einer Stadtansicht von Wien, Petrus im Gefängnis und die Kreuzigung Petri, darunter Christus und die Zwölf Apostel.
Der Hochaltar aus dem Jahr 1782 wurde 1861 renoviert. Er trägt die Figuren der Apostel Petrus, Andreas und Paulus. Die Seitenaltäre entstanden im Anfang des 18. Jahrhunderts, der linke Seitenaltar trägt die barocke Figur Muttergottes mit Kind und die Heiligen Barbara und Lucia und im Aufsatz zwei Statuetten weibliche Heilige in Weißpolimentfassung. Die Heiligen Anna und Maria sind in einem Rundbild dargestellt. Der rechte Seitenaltar trägt die Figur hl. Katharina und im Aufsatz die Statuetten der Heiligen Florian und Franz Xaver und in einem Rundbild Franz von Assisi.